# Sikory-Pawłowięta (gromada)
Sikory-Pawłowięta (początkowo Sikory Pawłowięta, bez łącznika) – dawna gromada, czyli najmniejsza jednostka podziału terytorialnego Polskiej Rzeczypospolitej Ludowej w latach 1954–1972.
Gromady, z gromadzkimi radami narodowymi (GRN) jako organami władzy najniższego stopnia na wsi, funkcjonowały od reformy reorganizującej administrację wiejską przeprowadzonej jesienią 1954 do momentu ich zniesienia z dniem 1 stycznia 1973, tym samym wypierając organizację gminną w latach 1954–1972.
Gromadę Sikory Pawłowięta z siedzibą GRN w Sikorach Pawłowiętach utworzono – jako jedną z 8759 gromad – w powiecie wysokomazowieckim w woj. białostockim, na mocy uchwały nr 24/V WRN w Białymstoku z dnia 4 października 1954. W skład jednostki weszły obszary dotychczasowych gromad Sikory Pawłowięta, Sikory Tomkowięta, Sikory Bartyczki, Sikory Janowięta, Sikory Wojciechowięta, Sikory Piotrowięta, Sikory Bartkowięta, Milewo Zabielne, Zalesie Łabędzkie i Kobylin Kruszewo ze zniesionej gminy Kobylin w tymże powiecie. Dla gromady ustalono 10 członków gromadzkiej rady narodowej.
31 grudnia 1959 gromadę Sikory-Pawłowięta zniesiono, włączając ją do gromady Kobylin-Borzymy.